# Marathon van Fukuoka 1991
De marathon van Fukuoka 1991 werd gelopen op zondag 1 december 1991. Het was de 45e editie van de marathon van Fukuoka. Aan deze wedstrijd mochten alleen mannelijke elitelopers deelnemen. De Japanner Shuichi Morita kwam als eerste over de streep in 2:10.58.

## Uitslagen
| rang   | naam             | land | tijd    |
| ------ | ---------------- | ---- | ------- |
| Goud   | Shuichi Morita   | JPN  | 2:10.58 |
| Zilver | Takeharu Honda   | JPN  | 2:11.35 |
| Brons  | Hitoshi Saotome  | JPN  | 2:11.35 |
| 4      | Abebe Mekonnen   | ETH  | 2:11.39 |
| 5      | Koichi Takahashi | JPN  | 2:11.47 |
| 6      | Jae-Ryong Kim    | KOR  | 2:11.51 |
| 7      | Tomio Sueyoshi   | JPN  | 2:11.55 |
| 8      | Jan Huruk        | POL  | 2:12.06 |
| 9      | Yakov Tolstikov  | RUS  | 2:12.07 |
| 10     | Daisuke Tokunaga | JPN  | 2:12.13 |
| 11     | Joaquim Pinheiro | POR  | 2:12.26 |
| 12     | Gyula Borka      | HUN  | 2:13.56 |
| 13     | Manuel Matias    | POR  | 2:14.17 |

1947 ·
1948 ·
1949 ·
1950 ·
1951 ·
1952 ·
1953 ·
1954 ·
1955 ·
1956 ·
1957 ·
1958 ·
1959 ·
1960 ·
1961 ·
1962 ·
1963 ·
1964 ·
1965 ·
1966 ·
1967 ·
1968 ·
1969 ·
1970 ·
1971 ·
1972 ·
1973 ·
1974 ·
1975 ·
1976 ·
1977 ·
1978 ·
1979 ·
1980 ·
1981 ·
1982 ·
1983 ·
1984 ·
1985 ·
1986 ·
1987 ·
1988 ·
1989 ·
1990 ·
1991 ·
1992 ·
1993 ·
1994 ·
1995 ·
1996 ·
1997 ·
1998 ·
1999 ·
2000 ·
2001 ·
2002 ·
2003 ·
2004 ·
2005 ·
2006 ·
2007 ·
2008 ·
2009 ·
2010 ·
2011 ·
2012 ·
2013 ·
2014 ·
2015 ·
2016 ·
2017